# Сятракаси (Сятракасинське сільське поселення)
Сятрака́си (рос. Сятракасы, чув. Çатракасси) — присілок у Чувашії Російської Федерації, центр Сятракасинського сільського поселення Моргауського району.
Населення — 642 особи (2010; 695 у 2002, 795 у 1979; 382 у 1939, 415 у 1926, 355 у 1906, 205 у 1858). Національний склад — чуваші, росіяни.

## Історія
Історичні назви — Сетрікаси, Сятра. Утворився як околоток присілку Хоракаси (нині не існує). До 1866 року селяни мали статус державних, займались землеробством, тваринництвом, рибальством, ковальством, виробництвом борошна та бакалії. У кінці XIX століття діяло 2 млини, на початку 1920-х років — 3 вітряки та 4 водяних млини, маслобійня. Діяла церква Різдва Христового (1917—1935 роки), через що присілок у 1924—1926 роках мав статус села. На початку 1920-х років відкрито будинок-читальню, 1948 року відкрито фельдшерсько-акушерський пункт, 1965 року — середню школу. 1930 року утворено колгосп «Малалла».
До 1926 року присілок перебував у складі Тінсаринської та Чувасько-Сорминської волостей Ядрінського, а до 1927 року — у складі Акрамовської волості Чебоксарського повіту. 1927 року присілок переданий до складу Татаркасинського, 1 березня 1935 року — до складу Ішлейського, 8 березня 1935 року — повернуто до складу Татаркасинського, 1939 року — до складу Сундирського, 1944 року — до складу Моргауського, 1959 року — повернуто до складу Сундирського, 1962 року — до складу Чебоксарського, 1964 року — повернутий до складу Моргауського району. 1963 року приєднано присілки Седойкіно та Кожаки.

## Господарство
У присілку діють школа, дитячий садок, фельдшерсько-акушерський пункт, бібліотека, стадіон та 2 магазини.